# Krogulec mały
Krogulec mały (Tachyspiza badia) – gatunek średniej wielkości ptaka drapieżnego z rodziny jastrzębiowatych (Accipitridae). Występuje w Afryce Subsaharyjskiej oraz środkowej i południowej części Azji (od Bliskiego Wschodu po Kazachstan, południowe Chiny i Indochiny). Nie jest zagrożony wyginięciem.

## Systematyka, zasięg występowania
Krogulec mały bywał dawniej uznawany za jeden gatunek z krogulcem krótkonogim (T. brevipes). Niekiedy za jego podgatunek uznawano krogulca nikobarskiego (T. butleri).
Wyróżnia się sześć podgatunków A. badius:
- krogulec malutki[3] T. badius sphenurus (Rüppell, 1836) – Senegal i Gambia do południowo-zachodniego Półwyspu Arabskiego oraz na południe po północną Tanzanię i północną Demokratyczną Republikę Konga
- krogulec masajski[3] T. badius polyzonoides A. Smith, 1838 – południowa Demokratyczna Republika Konga i południowa Tanzania do RPA
- T. badius cenchroides (Severtsov, 1873) – Kaukaz do Azji Środkowej i północno-zachodnich Indii
- T. badius dussumieri (Temminck, 1824) – środkowe Indie i Bangladesz
- T. badius poliopsis (Hume, 1874) – północne Indie do południowych Chin i Indochin
- krogulec mały[3] T. badius badius (J. F. Gmelin, 1788) – południowo-zachodnie Indie i Sri Lanka

## Morfologia
Grzbiet ma barwę szarą, klatka piersiowa i brzuch – białą w rude pasy. Policzki są szare, oczy czerwonawe, wewnętrzna strona ogona biała z czterema ciemnymi pasami. Samice są nieco większe od samców i mają jaśniejsze oczy. Osobniki tego gatunku osiągają długość 25–35 cm, a rozpiętość ich skrzydeł wynosi 50–65 cm. Masa ciała waha się od 75 do 160 g.

## Ekologia i zachowanie

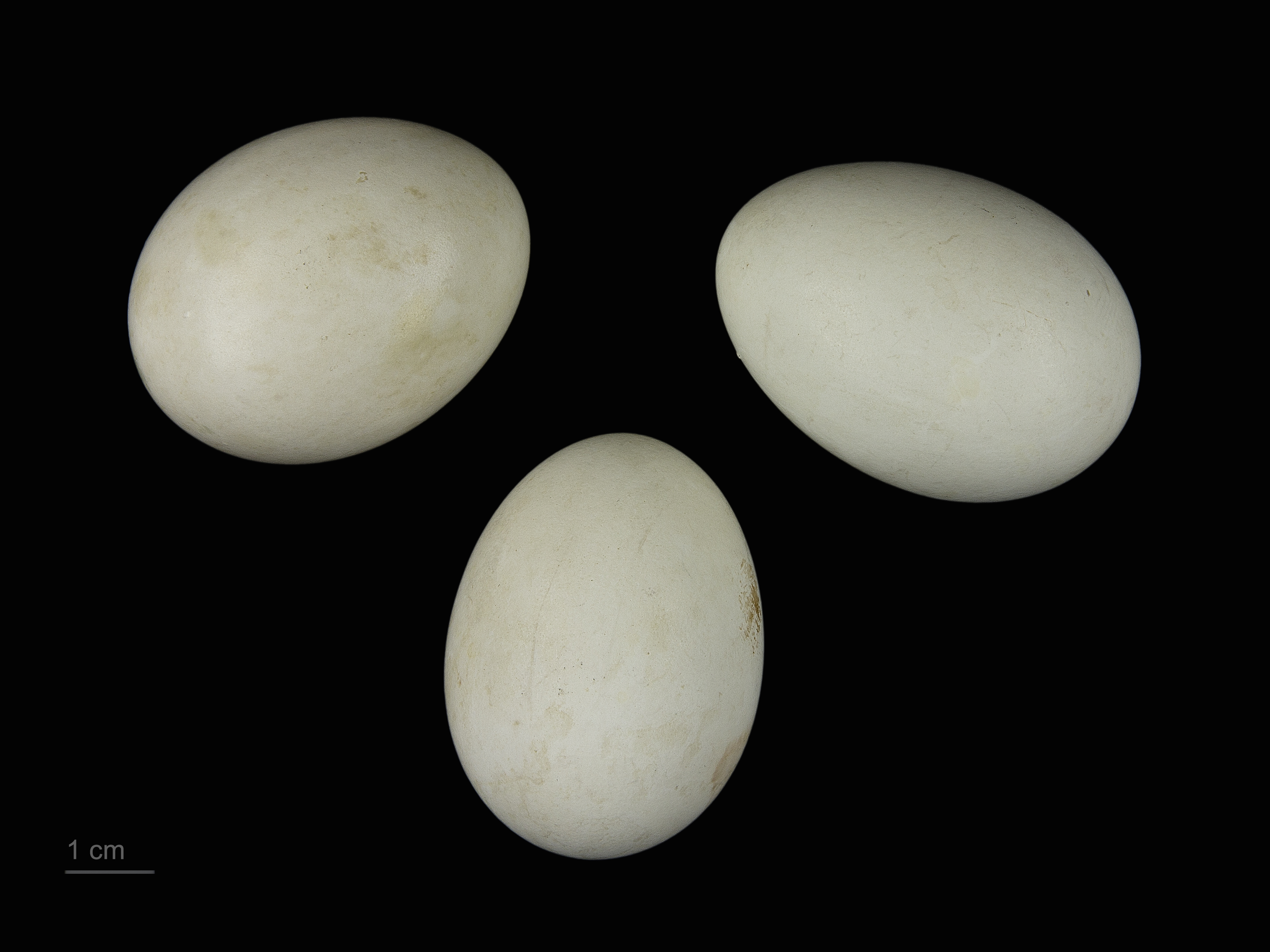
Jaja

Krogulce małe żyją w lasach, na sawannach, plantacjach i miejskich parkach na wysokości do 1600 m n.p.m. Na większości zasięgu występowania to ptaki osiadłe, na pozostałej – migrujące lub koczownicze.
Żywią się jaszczurkami, mniejszymi ptakami, nietoperzami, gryzoniami, żabami i owadami, rzadziej padliną. Polują z ukrycia, po dostrzeżeniu ofiary nurkując w jej kierunku.
Samice składają 2–3 jaja. Inkubacja trwa około miesiąca.

## Status
Międzynarodowa Unia Ochrony Przyrody (IUCN) uznaje krogulca małego za gatunek najmniejszej troski (LC – least concern) nieprzerwanie od 1988 roku. Liczebność populacji, według szacunków, zawiera się w przedziale 500 000–999 999 dorosłych osobników. Trend liczebności populacji uznaje się za stabilny.